# Biblioteconomia

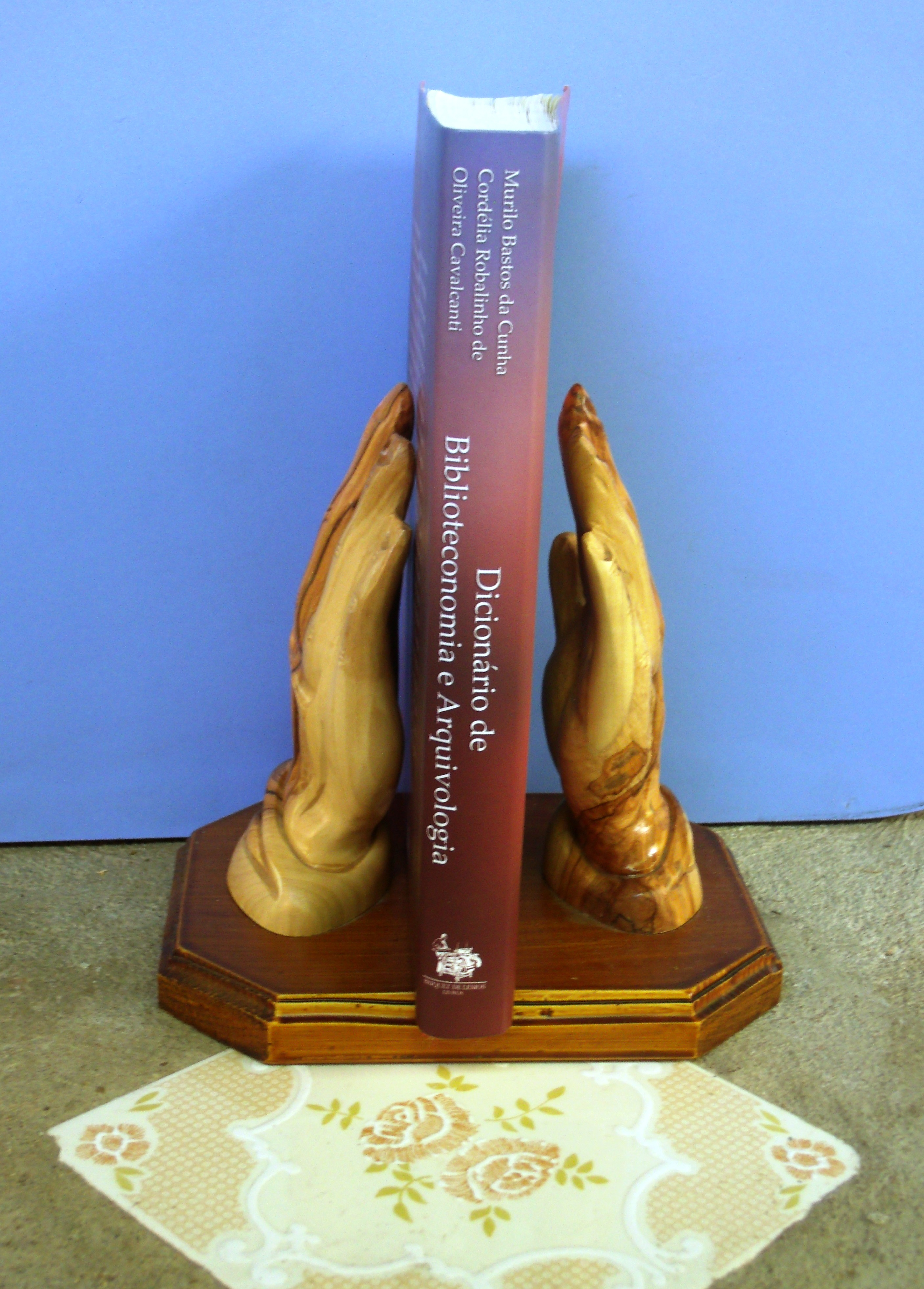
Publicação brasileira de um Dicionário de Biblioteconomia e Arquivologia.

Biblioteconomia é uma área interdisciplinar e multidisciplinar do conhecimento que estuda as práticas, perspectivas e as aplicações de métodos de representação, e gestão da informação e do conhecimento, em diferentes ambientes de informação, tais como bibliotecas, centros de documentação, e centros de pesquisa. Atualmente, a área está entrelaçada com diversas outras áreas, principalmente com a Ciência da Informação e a Documentação. A primeira escola de Biblioteconomia do mundo foi criada por Melvil Dewey, que não só participou da criação da American Library Association (ALA), como criou também a Classificação Decimal de Dewey. Outros grandes nomes como Johannes Gutenberg e Gabriel Naudé, além de períodos como o Renascimento e a Revolução Francesa, também estão atrelados à história da área. Atualmente, existem cerca de 30 000 bibliotecários no Brasil, inscritos nos 15 Conselhos Regionais ao redor do país.

## Breve histórico
A história da Biblioteconomia data desde o surgimento da Biblioteca de Alexandria, em 288 a.C., criada com a finalidade de reunir e classificar todos os conhecimentos registrados em forma documental. Outras bibliotecas também extremamente importantes para a história da profissão são as bibliotecas da Idade Média, inseridas nos conventos e nos mosteiros, também denominadas bibliotecas monásticas, onde o acesso era restrito apenas ao clero e a nobreza, que criam que ao ter toda a fonte de conhecimento, teriam também o poder. No Renascimento, surge um novo tipo de biblioteca, também conhecidas como particulares. Essas são consideradas as precursoras das bibliotecas modernas, cuja uma das características é a acessibilidade dos livros ao público. Mais tarde, Johannes Gutenberg cria a Imprensa, que permite, a partir do século XVI, a disseminação da informação e a laicização do conhecimento. Com isso, começam a surgir as bibliotecas nacionais no século seguinte, além de ser publicado o primeiro livro destinado a apoiar a organização das bibliotecas: Avis pour dresser une bibliothéque (1627), de Gabriel Naudé. A Revolução Francesa também é de grande destaque por permitir o surgimento de bibliotecas públicas, e também marcar a publicação da primeira enciclopédia.
A criação dos primeiros cursos da área de Biblioteconomia foram o da École Nationale des Chartes, na França, em 1821, e o da Columbia University, em 1887, nos Estados Unidos. O curso da Columbia University foi criado por Melvil Dewey, que se tornou um dos pensadores mais importantes da área, por participar da criação da American Library Association (ALA), da publicação do primeiro periódico especializado — Library Journal —, e por criar o CDD, conhecido como Classificação Decimal de Dewey. Em 1888, na Clerkenwell Public Library, James Duff Brown cria o único sistema de classificação da Inglaterra, o livre acesso às estantes. Já no Brasil, a Biblioteconomia se faz presente desde a criação das bibliotecas beneditinas, franciscanas e jesuítas, mas principalmente com a criação da Biblioteca Nacional, no estado de Rio de Janeiro. O Conselho Federal de Biblioteconomia (CFB), entretanto, só considera que a área passou a existir no país em 1911, com a criação do primeiro curso de Biblioteconomia do Brasil, também o primeiro da América Latina, e o terceiro no mundo. O curso era baseado no da Ècole Nationale des Chartes, enquanto que o Colégio Mackenzie cria um, em 1930, inspirado no curso da Columbia University. Rubens Borba de Moraes, em 1936, funda o Curso de Biblioteconomia em São Paulo, posteriormente incorporada à Escola de Sociologia e Política, e a Escola de Biblioteconomia e Documentação de São Carlos (escola e curso que foi incorporado à UFSCar). A partir desses cursos, há a criação de diversas organizações que apoiam a Biblioteconomia como profissão, e a inclusão do curso em graduações como a UFBA e UFMG.

## Conceituação
Um dos primeiros conceitos de Biblioteconomia foi criado pela American Library Association, que a definiu como uma "área voltada para a aplicação prática de princípios e normas à criação, organização e administração de bibliotecas". Já para o autor do Diccionario de Bibliotecologia (1963), Domingo Buonocore, a Biblioteconomia é a "área que se destina ao estudo dos princípios racionais para realizar, com a maior eficácia, e o menor esforço possível, os fins específicos das bibliotecas", como citado pela coordenadora Mariza Russo, do curso da UFRJ. A definição de Maria das Graças Targino, da UFPI, entretanto, é "a área do conhecimento que se ocupa com a organização e a administração das bibliotecas e outras unidades de informação, além da seleção, aquisição, organização e disseminação de publicações sob diferentes suportes físicos". Baseadamente nessas definições, autores como Francis Miksa mostram o paradigma da Biblioteconomia: a biblioteca como instituição social, destacando que a função maior da instituição é possibilitar o uso dos documentos a um dado público, e para isso, é necessário utilizar técnicas e pessoal qualificado para a aquisição e organização de tais documentos.

## Profissão
O bibliotecário é um profissional que trata a informação e a torna acessível ao usuário final, independentemente do suporte informacional. Ele trabalha em centros de documentação, bibliotecas, pode gerir redes e sistemas de informação, além de gerir recursos informacionais trabalhando com tecnologia de ponta. O bibliotecário é o profissional que classifica, conserva, organiza, divulga e gerencia acervos de bibliotecas, centros de documentação, e os mais diversos tipos de unidades de informação. O bibliotecário trabalha como um administrador de dados, que também processa e dissemina a informação. Além de catalogar e guardar as informações, ele orienta sua busca e seleção. Cabe-lhe analisar, sintetizar e organizar livros, revistas, filmes e vídeos que constituam de coleções. É de sua responsabilidade planejar, implementar e gerenciar sistemas de informação, além de preservar os suportes e mídias para que resistam ao tempo e ao uso. E também compreender o modo de busca do usuário.

### No Brasil
A profissão de bibliotecário no Brasil é fiscalizada pelo Conselho Federal de Biblioteconomia (CFB), que é uma autarquia federal de fiscalização ou órgão deliberativo. No Brasil, a profissão do bibliotecário é regulamentada pelas leis n° 9.674, de 26 de junho de 1998 e pela lei nº 4.084, de 30 de junho de 1962, e na legislação correlata. Suas atribuições são registrar os profissionais e o funcionamento de bibliotecas, dentre outras.
O Dia do Bibliotecário é celebrado em 12 de março em todo o Brasil. A data foi criada pelo Decreto nº 84.631, em 1980, para homenagear Manuel Bastos Tigre, que é reconhecido como o primeiro bibliotecário aprovado por concurso público no país.
Manuel Tigre, nascido em 12 de março de 1882, conquistou o primeiro lugar no concurso para bibliotecário do Museu Nacional do Rio de Janeiro. Ele trabalhou por dois anos na Biblioteca Nacional e depois assumiu a direção da Biblioteca Central da Universidade do Brasil. Mesmo após se aposentar, ele continuou trabalhando junto ao reitor dessa instituição.
Embora formado em engenharia, Manuel Tigre mudou para a biblioteconomia após conhecer Melvil Dewey, o criador do Sistema de Classificação Decimal. Aos 33 anos, em 1915, ele decidiu adotar a biblioteconomia como sua carreira.